# Grand Comics Database
O Grand Comics Database (GCD) é um projeto baseado na internet destinado a construir um banco de dados ["database"] com informações de quadrinhos ["comic book"] onde os usuários podem contribuir. O projeto GCD cataloga informações sobre créditos de criadores, detalhes das histórias, republicações e outras informações úteis para o leitor, colecionador, fã e estudioso de revistas em quadrinhos. O GCD é uma organização sem fins lucrativos com sede em Arkansas.
Cresceu tanto que é usado tanto por amadores quanto por pesquisadores no campo dos quadrinhos. De acordo com um artigo acadêmico, é uma fonte confiável para pesquisa séria sobre quadrinhos.

## História
Um dos primeiros catálogos publicados sobre quadrinhos apareceu na década de 1960, na ocasião o Dr. Jerry Bails e Howard Keltner juntaram alguns projetos para catalogar HQ's da "Era de Ouro". Desses esforços surgiram o The Collector's Guide to the First Heroic Age of Comics do Dr. Bails, Index to Golden Age Comic Books de Howard Keltner, e colaboração na The Authoritative Index to DC Comics. O próximo grande passo na organização de dados sobre HQ's foi o Overstreet Comic Book Price Guide de Robert Overstreet, que ainda continua sendo publicado.
Em 1978, a antecessora imediata do GCD, a APA-I (Amateur Press Alliance for Indexing) foi formada por alguns fãs interessados em trocar informações sobre quadrinhos.
No final de 1993 e início de 1994, três membros da APA-I, — Tim Stroup, Bob Klein e Jon Ingersoll —, interessados em HQ's começaram a trocar e-mails. Em março de 1994, eles formaram um novo grupo para criar uma versão eletrônica da APA-I relacionada as HQ's, dando-lhe o nome de Grand Comic-Book Database. O banco de dados pretendia indexar apenas quadrinhos norte-americanos e britânicos. Pouco tempo depois, eles passaram a colocar quadrinhos de outras origens e idiomas. E na sequênica ele migrou para a web.
Em dezembro de 2009, foi realizada uma votação pelos membros e ficou decidido que o nome oficial seria alterado de "The Grand Comic-Book Database" para "The Grand Comics Database".

## Site
The Grand Comics Database é uma organização voluntária de amadores. Não é um empreendimento comercial e sua carta afirma que não se tornará um. O banco de dados atualmente cataloga mais informações do que era o originalmente pretendido, e os formatos de apresentação e coleta de dados também mudou. Todos os dados estão disponíveis para pesquisa e uso pelo público gratuitamente.
O Grand Comics Database intenta-se a catalogar informações sobre o argumento/roteiro/script, informações dos criadores, e outras informações úteis aos leitores, fãs, "hobbyists" e pesquisadores. O que inclui informações dos criadores, como: roteiristas, desenhistas, arte-finalistas, coloristas, letristas e editores. Quanto a história, ele traz informações como: título, característica da história, gênero da história, número de páginas, personagens e uma breve sinopse. Além disso, podemos encontrar informações adicionais, como: data de publicação, preço, uma imagem de capa e informações da republicação, entre outras.
Desde 2004, os fãs de quadrinhos podem contribui enviando dados sobre quadrinhos. Esses dados são revisados por editores e depois carregados, ambos via web.
O banco de dados atual tem quadrinhos de muitos países representado em mais de 40 idiomas, sendo as edições dos Estados Unidos a maior parte dos dados. Existem capítulos e indexadores ativos em vários outros países, como a Alemanha, Holanda, Noruega e Suécia.
Usando julho de 2016 como parâmetro, o banco de dados continha informações sobre:
- 9.000 editoras
- 99.000 séries
- 1.300.000 edições
- 600.000 imagens de capas